# TV Östra
TV Östra är den lokala-tv kanalen i Huddinge kommun. Kanalen visar inspelade program om kommunen och evenemang från skolor. Kanalen direktsänder även sammanträdena från kommunfullmäktige.
I en undersökning av SCB på uppdrag av Huddinge kommun känner 19% av kommunens befolkning till kanalen, av dessa brukar 44% titta på sändningarna ibland.